# Baggböle herrgård
Baggböle herrgård is een herenhuis, vroeger behorende bij de "Baggböle houtzagerij", in Baggböle. Het huis is gebouwd nabij de stroomversnellingen in de Ume-rivier, ongeveer 10 km stroomopwaarts van het centrum van Umeå in de provincie Västerbottens län in Zweden.
Het huis werd ontworpen door de predikant Johan Anders Linder. Naast het priesterschap werd Linder vaak als architect en bouwer ingehuurd door de hogere klasse, die blijkbaar zijn houten huizen in de Empirestijl waardeerden. Volgens Linder's dagboek werd zijn ontwerp bekroond met 50 kronen bij de openingsceremonie in 1847 door de koper James R Dickson, vertegenwoordiger van de Göteborgse firma "James Dickson & Co", die de zagerij in 1840 kocht.

## Architectuur
Het herenhuis werd gebouwd met gladde houten panelen, wit geschilderd met lijnolie om het huis meer te laten lijken op een modern stenen huis. Met een oppervlakte van 500 vierkante meter, verdeeld over twee verdiepingen, was dit ook een van de grootste huizen in de regio. De gevels aan de lange zijden zijn symmetrisch met in het centrum een tempelvorm, gesteund door Dorische pilasters. Het huis is erg goed bewaard gebleven, in tegenstelling tot de twee vleugels, gebouwen, scholen, tuinen en stallen, twee tuinhuisjes en de kegelbaan die oorspronkelijk toebehoorden aan het gebouw.

## Omgeving
Vanaf het landhuis, dat werd gebouwd op de top van de heuvel, had men een uitzicht op de werkbarakken, kantoren, materiaalloodsen, smidse en het botenhuis, gelegen aan de oever in het gebied waar zich nu het Arboretum Norr bevindt. Geen van deze gebouwen of door water aangedreven zagerijen gebouwd tussen 1842 en 1850 zijn bewaard gebleven. Een van de raamzagen werd gerestaureerd en bevindt zich in het museum van het Umeå Energicentrum in Klabböle aan de andere oever van de river.
Na de hoogdagen van de houtzagerijen in 1850-1880 verhuisde de houtzagerij (en sommige van de werkhuizen) in 1855 naar de nieuwe stoomzagerij in Holmsund en werden alle werkzaamheden in Baggböle stopgezet.

## Moderne tijden
Dankzij een donatie van de Umeå Missionsförsamling werd in 1968 het huis overgenomen, gerenoveerd en opnieuw ingehuldigd in 1971. In 1968 werd het herenhuis ook beschermd als monumentaal pand (Byggnadsminne), De volgende 35 jaar werd het landhuis, voornamelijk via vrijwilligerswerk, opengesteld als zomercafé en was het een populaire bestemming in de regio, onder andere voor de jaarlijkse viering van de Walpurgisnacht In 2006 werd de boerderij en het bijbehorende perceel van ongeveer 340 hectare gekocht door een zakenman die verdere renovaties uitvoerde.